# Estádio Feliciano Gambarte
O Estádio Feliciano Gambarte, também conhecido popularmente como "La Bodega" e anteriormente como "Estádio Nuevo", é um estádio multiuso localizado na cidade de Godoy Cruz, capital do departamento de Godoy Cruz, na província de Mendoza, na Argentina. A praça esportiva, usada principalmente para o futebol, pertencente ao Club Deportivo Godoy Cruz Antonio Tomba, foi inaugurada em 3 de outubro de 1959 e tem capacidade aproximada para 14 000 espectadores.

## História

### Construção
Em 25 de janeiro de 1953, foi anunciado pelo Godoy Cruz o início das obras de um novo estádio. A construção foi possível graças à doação do terreno de 2 hectares e a um aporte financeiro dos sócios do clube. Em 12 de janeiro de 1954, o Senado e a Câmara dos Deputados da Nação Argentina sancionam a Lei 2.292 formalizando a doação do terreno onde estava sendo construído o novo estádio do clube. A última etapa até a formalização através de escritura pública entre o Municipalidad de Godoy Cruz e o Club Deportivo Godoy Cruz Antonio Tomba.

### Inauguração
Finalmente, o Estádio Feliciano Gambarte foi inaugurado em 3 de outubro de 1959 durante a presidência de Don Jorge Schmitt em uma partida contra o Andes Talleres Sport Club.

### Origem do nome
O estádio se chamava "Estádio Nuevo" até 3 de outubro de 1986, quando mudou seu nome para "Estádio Feliciano Gambarte", em homenagem ao tão destacado atleta, dirigente e ex-presidente do clube.